# 風を連れて
「風を連れて」（かぜをつれて）は、NHKの音楽番組『みんなのうた』で、2012年10月・11月に放送された楽曲。作詞・作曲：純花、編曲：岩本正樹、歌：沢田知可子。